# Харлем
Харлем (хол. Haarlem, слушајⓘ) је главни град провинције Северна Холандија у Холандији. Град има 147.000 становника (податак из 2007). 
Харлем се налази на реци Шпарне, око 20 km западно од Амстердама и у близини обалских дина Северног мора.

## Историја
Харлем је било седиште грофова Холандије у средњем веку. 
Витезови из Харлема су се 1219. упутили у Пети крсташки рат под вођством грофа Виљема I. Одатле потиче крст на градском грбу и застави. Витезови из Харлема су исте године заузели град Дамијету у Египту. 
Гроф Виљем II је дао градске привилегије Харлему 1245. 
У позном средњем веку Харлем је био познат по изради текстила, бродоградњи и производњи пива. Био је тада други по величини град Холандије (после Дордрехта). 
Град је био под шпанском опсадом у 16. веку када је становништво тешко пострадало. Војвода Фернандо од Толеда је заузео градску тврђаву 1573. Тада је избио пожар у коме је изгорела трећина града. Шпанци су напустили Харлем 1577, а протестанти и католици су добили једнака права. Због тога, град је постао привлачан за многе избеглице из Француске и Фландрије које су знатно допринеле привредном успону. Постоје подаци да је 1621. више од половине становништва било родом из Фландрије. 
Холанђанин Петрус Стивенсант је 1658. основао Нови Харлем (Nieuw Haarlem) на источној обали Северне Америке, на острву Менхетн. Данас је ово једна од четврти Њујорка (види: Харлем (Њујорк)). 

### Харлемска школа сликарства
У Харлему су рођени и живели многи знаменити сликари из времена Златног доба Холандије (17. век). Њихово сликарство се назива Харлемска школа сликарства. 
- Адријен Брувер
- Дирик Баутс
- Франс Халс
- Дирк Халс
- Виљем Клес Хеда
- Питер Санредам
- Јан Стен
- Адријен ван Остаде
- Јакоб Исаксон ван Ројздал

## Становништво
Према процени, у граду је 2008. живело 148.484 становника.
| 1980.   | 1990.   | 2000.   | 2008.   |
| ------- | ------- | ------- | ------- |
| 158.291 | 149.269 | 148.484 | 147.595 |

## Партнерски градови
- Анже
- Оснабрик
- Мутаре
- Emirdağ